# 球果藤
球果藤（学名：Aspidocarya uvifera）为防己科球果藤属下的一个种。